# Thiokol

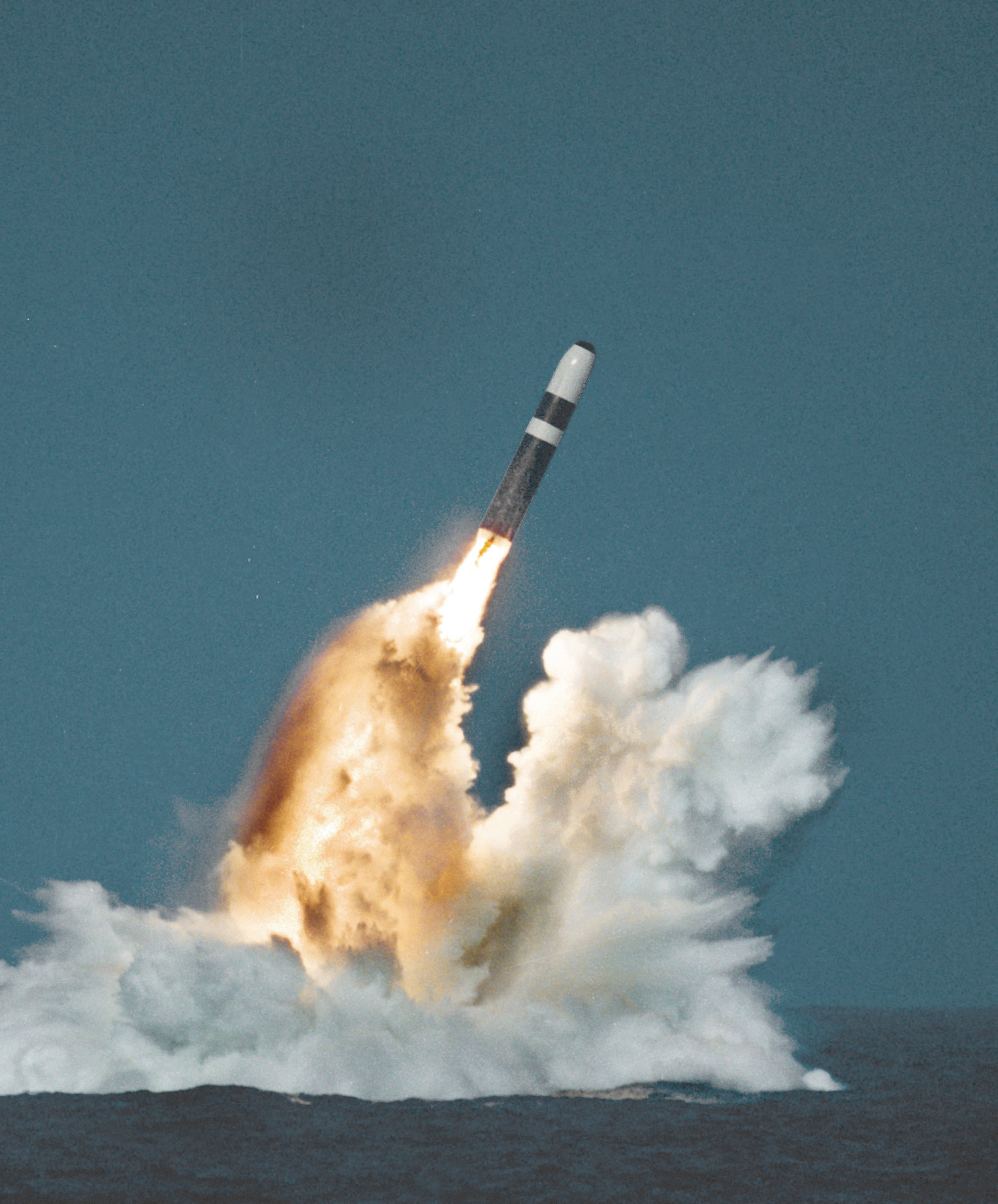
Raketa Trident II

Thiokol (dříve: Thiokol Chemical Company, Morton-Thiokol Inc., Cordant Technologies Inc., Thiokol Propulsion, AIC Group, ATK Thiokol; dnešní název: ATK Launch Systems Group) je americká korporace, která zpočátku podnikala v chemickém a gumárenském průmyslu a později výrobou raketových motorů na tuhé pohonné látky. Název Thiokol je odvozen z řeckých slov pro síru (θεῖον "theion") a lepidlo (κόλλα "kolla"), což je narážka na jejich původní produkt.
Thiokol Chemical Company byla založena v roce 1929 a jejími hlavními produkty byla syntetická pryž a polymerová těsnění. V době druhé světové války se stala hlavním dodavatelem těsnění z kapalných polymerů. Produkce syntetické gumy a polymerů byla po mnoho let hlavní oblastí zájmu společnosti. Když v roce 1945 vědci v JPL (Jet Propulsion Laboratory) objevili potenciál polymerů společnosti Thiokol jako stabilizačního činidla tuhého raketového paliva, otevřelo to nové pole působnosti a vyústilo ve více než 50 let trvající působnost Thiokol v aeronautickém průmyslu. Téměř každý velký kosmický projekt využíval produkty Thiokol.

## Raketové pohony

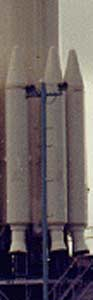
Pomocné rakety Castor

Malé raketové motory byly vyvíjeny již v roce 1947 v Elktonu v Marylandu a roku 1949 byla vyvinut první raketový systém na tuhá paliva TX-18 Falcon. Roku 1949 bylo otevřeno výrobní středisko poblíž Redstone Arsenal v Huntsvile v Alabamě, kdy byly vyráběny rakety TX-18 Falcon, XM33 Pollux (používán také na raketě Little Joe) a TX-135 Nike-Zeus. Díky úspěchům s velkými motory rozhodla se společnost k riskantnímu kroku a roku 1956 zakoupila rozlehlé pozemky v Utahu a vytvořila zde testovací střelnici pro své nové rakety, ačkoli zatím neměla žádný státní kontrakt. Risk se vyplatil, když v roce 1958 obdržela zakázku letectva na vývoj motorů pro budoucí LGM-30 Minuteman. V témže roce se spojila se společností Reaction Motors, Inc. (RMI), která se již dříve podílela na průkopnických leteckých projektech, jako byly Bell X-1 (první prolomení zvukové bariery), Douglas Skyrocket (poprvé dosaženo rychlosti mach 2) a North American X-15.
Vstup společnosti do skutečného kosmického výzkumu přišel s vývojem raketového motoru Castor, který poháněl testovací raketu Little Joe, sloužil jako druhý stupeň rakety Scout a používal se jako pomocný motor raket Delta, Thor a Atlas IIAS. V průběhu 60. let vyráběla společnost mnoho různých typů motorů pro kosmické programy: brzdné motory pro kapsle Mercury a Gemini, pomocné motory pro oddělování stupňů v programu Apollo a různé motory pro programy Pioneer, Surveyor, Viking, Voyager 1 a Voyager 2. Úspěch rakety Minuteman a dalších, položil základy pro vývoj dalších velkých projektů, jako Space Shuttle Solid Rocket Booster a rakety Peacekeeper. Thiokol se také podílela na projektu Poseidon, ze kterého vzešly SLBM (balistické rakety odpalované z ponorek) UGM-96 Trident I a UGM-133 Trident II.

## Seznam produktů
Některé významné produkty Thikol:
- Vojenské aplikace
  - AIM-9 Sidewinder - hlavní motor
  - AGM-88 HARM - hlavní motor
  - AGM-65 Maverick - hlavní motor
  - AGM-69 SRAM - hlavní motor
  - AIR-2 Genie - hlavní motor

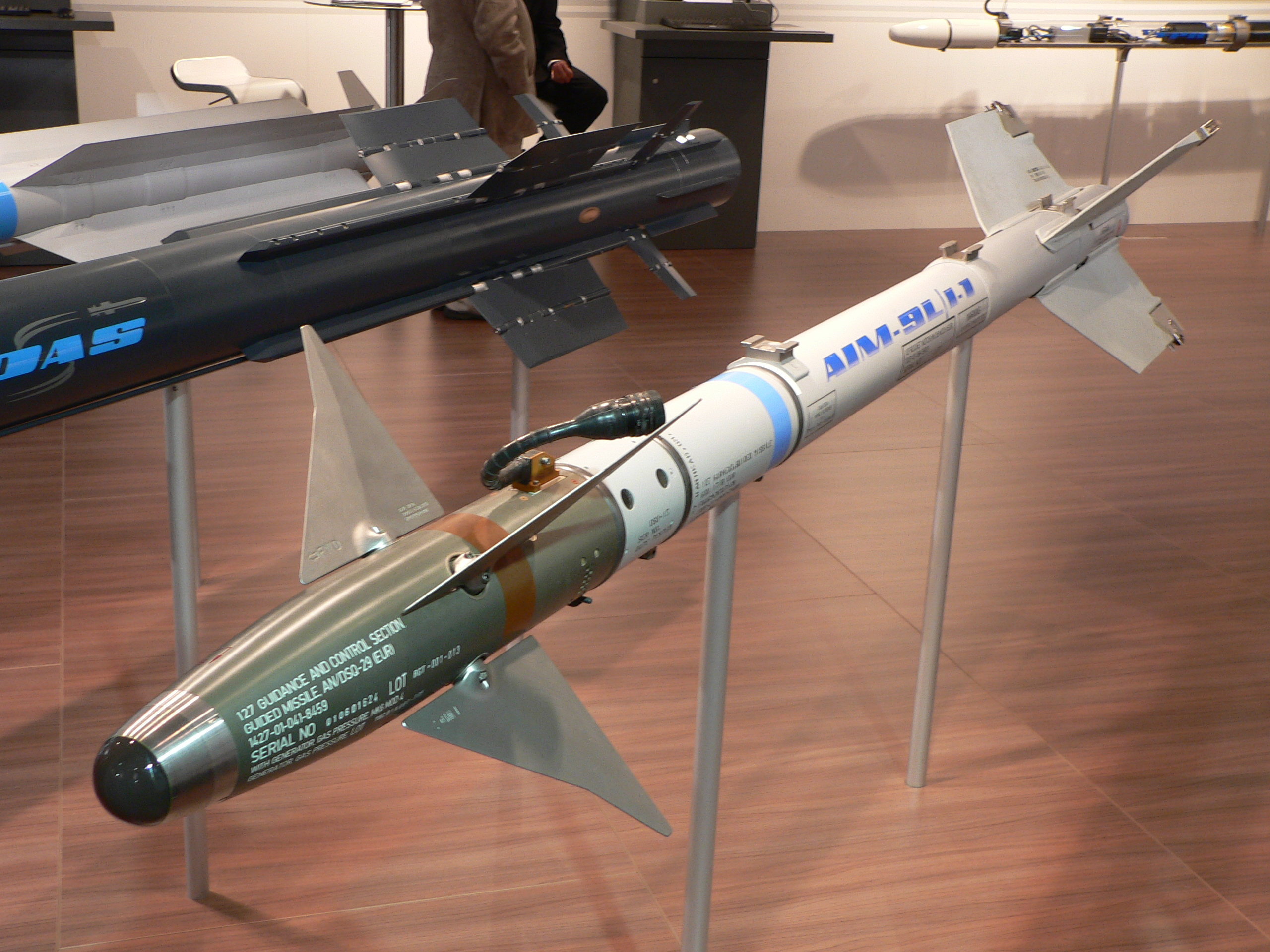
Raketa AIM-9 Sidewinder

  - MGM-31 Pershing - první a druhý stupeň
  - UGM-96 Trident I
  - UGM-133 Trident II
  - LGM-30 Minuteman- první a druhý stupeň
  - LGM-118 Peacekeeper- první stupeň
  - motory pro vystřelovací sedadla
  - světlice

- Civilní použití
  - Syntetický kaučuk
  - polymery
  - kapalné polymery
  - těsnění
  - plynové vyvíječe pro Airbagy
  - sněžné rolby
  - kompozitní materiály
  - Lyžařské vleky
- Motory pro kosmické aplikace
  - Castor
  - XM33 Pollux

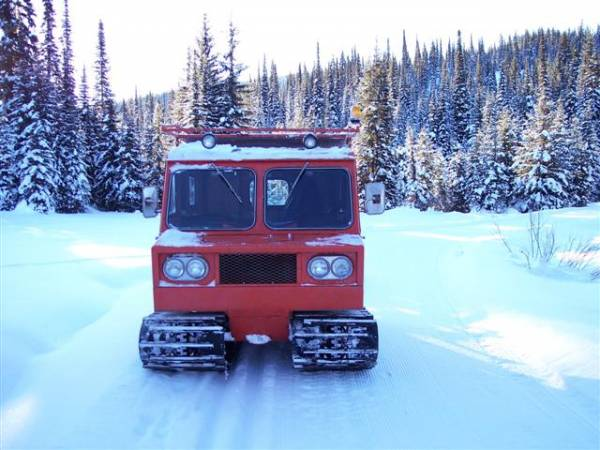
Rolba Thiokol

  - Space Shuttle Solid Rocket Booster
  - brzdné motory pro kabiny Mercury a Gemini
  - první stupeň rakety Ares I
  - SRB pro Ares V
  - Série motorů Star

## Historie
- 1929: Založení Thiokol Chemical Company.
- 1945: Použití polymerů Thiokol pro stabilizaci raketového paliva v JPL
- 1949: Výroba TX-18 Falcon
- 1957: Zahájení výstavby provozů a testovací střelnice v Brigham City, Utah
- 1957: Pobočka Thiokol v Huntsville vyvinula XM33 Pollux
- 1958: Spojení s Reaction Motors Inc.
- 1958: Obdržen kontrakt na výrobu motoru pro první stupeň LGM Minuteman
- 1959: Vyvinut Castor
- 1974: Vítězství v tendru na vývoj a výrobu Space Shuttle Solid Rocket Booster
- 1978: Prodej výroby lyžařských vleků a sněžných rolb společnosti Logan Manufacturing Company
- 1980: Odkup Carlisle Chemical Company of Cincinnati, Ohio.
- 1982: Spojení s Morton-Norwich products, změna jména na Morton Thiokol Incorporated
- 1986: Vada o-kroužku způsobila nehodu raketopánu Challenger, společnost je shledána vinnou ze smrti astronautů
- 1989: Morton Thiokol se rozdělila, většina chemických provozů patří Mortonu, pohonné systémy zůstávají Thiokolu a mění název na Thiokol Inc.
- 1998: Změna jména na Cordant Technologies.
- 1998: Výroba polymerů odprodána firmě PolySpec L.P.
- 2000: Spojení se společností Alcoa, zformování AIC Group (Alcoa Industrial Components)
- 2001: Nově vzniklá společnost Alliant Techsystems (ATK) Inc. odkoupila Thiokol za 2,9 miliardy dolarů. ATK odkoupila i Hercules Aerospace Co. a získala tak většinu amerického trhu s raketovými motory na tuhé pohonné látky
- 2005: Získán kontrakt na výrobu prvního stupně rakety Ares I
- 2006: Alliant Techsystems (ATK) Inc. přejmenovala divizi ATK-Thiokol na ATK Launch Systems Group.